# جاهيدي وايت
جاهيدي وايت (بالإنجليزية: Jahidi White)‏ مواليد 19 فبراير 1976 في سانت لويس، هو لاعب كرة سلة أمريكي معتزل بدأ مسيرته الاحترافية في سنة 1998. تم اختياره من قبل فريق واشنطن ويزاردز خلال الدرافت وحمل الرقم 55. يبلغ طوله 6 قدم 9 بوصة (2.1 م). اعتزل اللعب في 2005. أحرز خلال مسيرته في الإن بي إيه 1954 نقطة بمعدل 5.9 نقاط في المباراة الواحدة.

## المسيرة الاحترافية
لعب مع واشنطن ويزاردز من سنة 1998 إلى 2004، ثم لعب مع فينيكس صنز في موسم 2003–2004، ثم لعب مع شارلوت هورنتس في موسم 2004–2005.

## روابط خارجية
- جاهيدي وايت على موقع IMDb (الإنجليزية)
- جاهيدي وايت على موقع قاعدة بيانات الفيلم (الإنجليزية)
- جاهيدي وايت على موقع الاتحاد الدولي لكرة السلة (الإنجليزية)
- جاهيدي وايت على موقع إن بي أي (الإنجليزية)
- جاهيدي وايت على موقع سبورتس رفرنس (الإنجليزية)
- جاهيدي وايت على موقع كرة السلة الأوروبية.كوم (الإنجليزية)
- جاهيدي وايت على موقع كلية كرة السلة في سبورتس رفرنس.كوم (الإنجليزية)
- جاهيدي وايت على موقع ريلجم (الإنجليزية)
- جاهيدي وايت على موقع بروبوليرز (الإنجليزية)